# Úsobrno
Úsobrno är en ort i Tjeckien.   Den ligger i regionen Södra Mähren, i den östra delen av landet, 180 km öster om huvudstaden Prag. Úsobrno ligger 422 meter över havet och antalet invånare är 470.
Terrängen runt Úsobrno är kuperad söderut, men norrut är den platt.Runt Úsobrno är det ganska tätbefolkat, med 86 invånare per kvadratkilometer. Närmaste större samhälle är Boskovice, 13,5 km sydväst om Úsobrno. Omgivningarna runt Úsobrno är en mosaik av jordbruksmark och naturlig växtlighet.